# Órgano de la Basílica de Saint-Denis

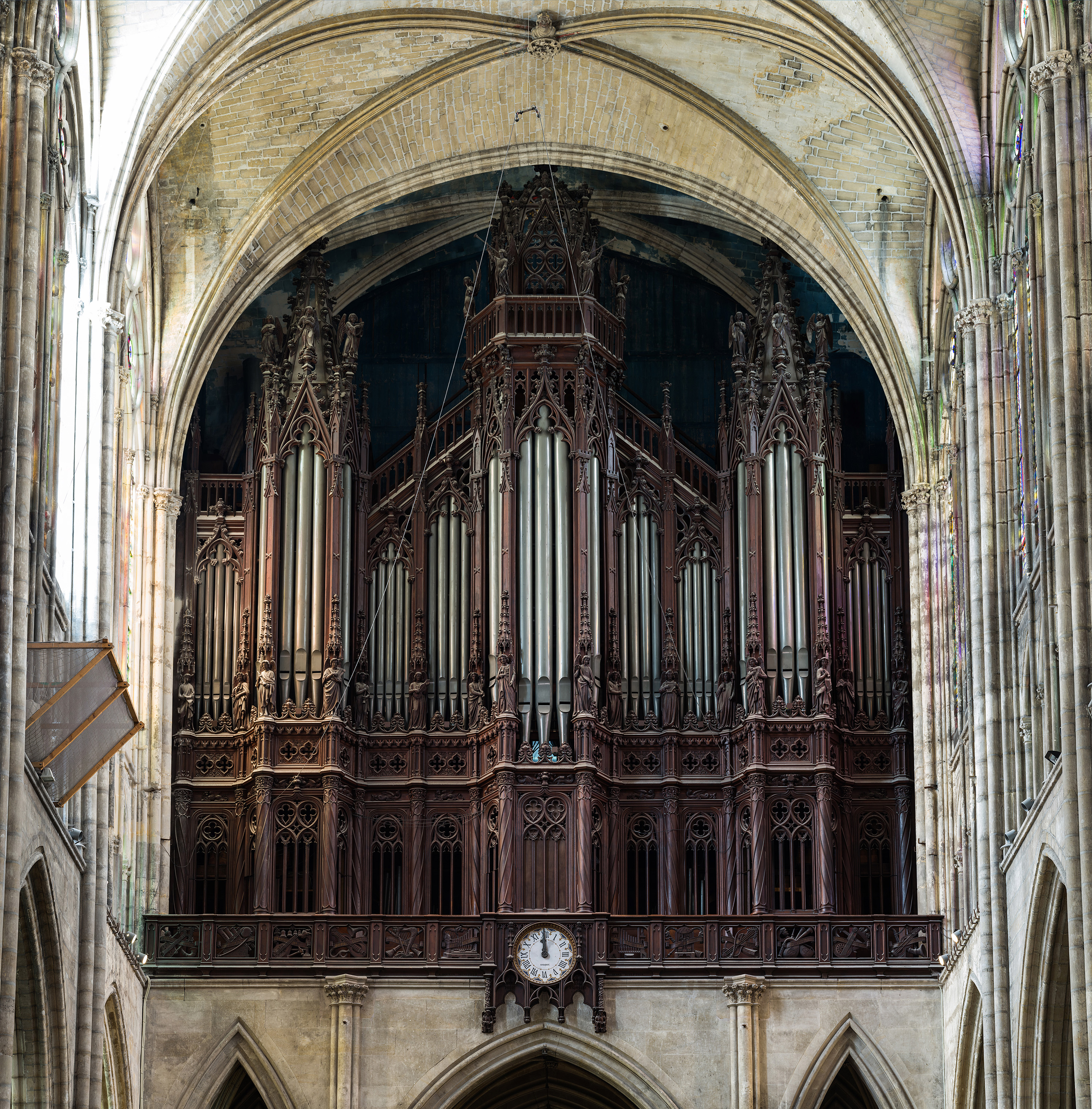
Órgano de la Basílica de Saint-Denis.

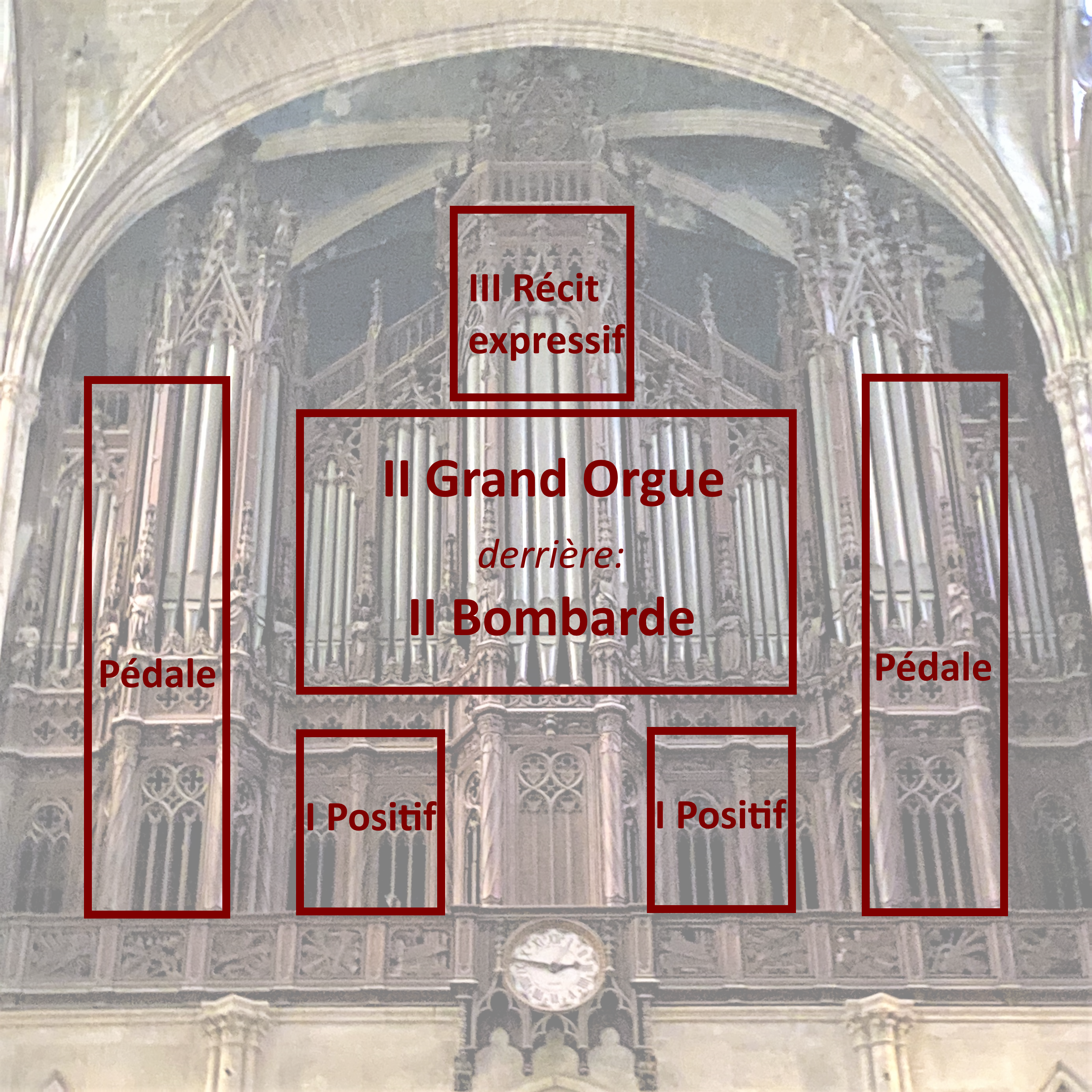
Divisiones del órgano.

El órgano de la Basílica de Saint-Denis es un instrumento emplazado en dicho templo en la ciudad de Saint-Denis, Francia. Fue construido por  Aristide Cavaillé-Coll en 1841. Tiene cuatro manuales y pedalera, 88 rangos en 70 registros, y fue el primer órgano en usar máquinas Barker. El órgano se encuentra conservado prácticamente en su estado original.

## Historia

### Antecedentes
La primera mención de un órgano en la Basílica de Santo Denis data de 1506. Este órgano se ubicaba en una galería. Este órgano fue reemplazado en 1604 por un nuevo instrumento construido por Jean Carlier de Laon. La recepción fue evaluada por Jehan Titelouze y por el organista de Saint-Chapelle, Fleurant Bienvenu. A finales del siglo XVII se realizaron trabajos de mantenimiento y restauración. Esculpida por Bordelot y con estatuas del rey David y Santa Cecilia, se cree que la caja del órgano fue diseñada por Robert de Cotte, arquitecto de la Capilla de Versalles y responsable de la reconstrucción de la abadía de Saint-Denis. Era un instrumento de gran tamaño, ya que su caja de órgano Positif contaba con cinco escaraguaitas. Contaba con 50 registros distribuidos en cuatro teclados manuales y un pedal. Preservado al estallar la revolución francesa, mientras los monjes eran expulsados, las tumbas profanadas y la iglesia desprovista de toda su ornamentación, el órgano fue desmantelado para ser enviado al futuro Conservatorio de Artes y Oficios, pero el instrumento desapareció y nunca fue encontrado.

### Cavaillé-Coll
En 1806, cuando Napoleón decidió que San Denis volvería a ser el lugar de enterramiento imperial, la iglesia fue restaurada y se planeó la construcción de un nuevo órgano. En 1836, el arquitecto François Debret diseñó la caja del órgano, inspirada en miniaturas medievales. La estructura fue construida por el maestro ebanista André Bouxin y esculpida por Blois y Bruns. Los planos preveían una gran caja de órgano de roble con una torre central muy alta, flanqueada por dos torres cuadradas rematadas por pináculos con galerías y frontones decorados con ángeles músicos.

El organero se eligió luego de completar todos los planos de la caja del órgano. Adolphe Thiers solicitó al Instituto que constituya una comisión encargada de elegir entre los diversos diseños preparados por Erard, John Abbey, Dallery y Callinet. Unos días antes del cierre del concurso, un joven organero del sur de Francia llegó a París: Aristide Cavaillé-Coll, que entonces tenía 24 años. Había oído hablar del concurso y se dirigió de inmediato a Saint Denis. Trabajó durante dos días sin interrupción y presentó al jurado su proyecto. Ganó el concurso, y este acontecimiento puede considerarse el nacimiento de la tradición de los órganos sinfónicos franceses. Aristide Cavaillé-Call con ayuda de su padre, Dominique, y su hermano, Vincent, construyeron el órgano. La familia Cavaillé-Coll estableció sus talleres en París, pero utiliza principalmente las plantas bajas de las torres de Saint-Denis para construir la mayor parte del instrumento. Tres años después de su puesta en servicio, el instrumento aún no estaba listo debido a que el ensamblaje de las piezas mecánicas y el mecanismo de las cajas de viento no funcionaban correctamente. El incidente climático que afectó a la torre norte dio tiempo a terminar el órgano. El retraso se aprovechó para ajustar las fallas del órgano y la ornamentación de la caja. Fue durante este período que Charles Spackmann Baker (1804-1879), un constructor de órganos inglés, ayudó con su inventó aún sin patentar, de la palanca neumática, que se utilizaría por primera vez en este órgano.
Se inauguró oficialmente el 21 de septiembre de 1841, siendo el inicio de la famosa reputación de Cavaillé-Coll como constructor de órganos. Se utilizó por primera vez la máquina de palanca neumática Barker para la acción. En lugar de los cinco manuales propuestos en un comienzo, solo se construyeron tres. Los registros de lengüeta en «chamade» planificados por Cavaillé-Coll nunca se instalaron. Cavaillé-Coll en 1857 modificó ligeramente la lista de registros. Presentó varias innovaciones importantes: la caja expresiva del órgano se accionaba mediante un pedal de resorte (posteriormente, se convertiría en un pedal de péndulo), se fabricaron nuevos registros que imitaban a instrumentos de orquesta como el fagot, oboe y clarinete, también se añadió una flauta armónica. Los registros se dividieron en secciones independientes, con diferentes presiones de viento para los registros les jeux de fonds y las lengüetas. Se añadió un pedal para activar o desactivar todos los registros de lengüeta de un manual. Creó numerosos registros les jeux de fonds de ocho pies. Además de la innovación más importante con el uso de la máquina neumática Barker, que permitía acoplar todos los manuales sin necesidad de un esfuerzo muscular adicional. En 1901, Charles Mutin realizó obras de restauración y el número de registros se incrementó a 69. Entre 1983 a 1987 el órgano fue reestaurado por Danion/Dargassies (parte mecánica) y por Boisseau/Cattiaux (armonía y sonoridad). Los registros añadidos por Mutin se eliminaron.
Este instrumento hecho por Cavaillé-Coll, de gran tamaño y con sus diversas mezclas y registros de lengüeta, es el mejor ejemplo del órgano clásico francés construido según la tradición de Thierry, Clicquot, Lefèbre e Isnard. Pero además de su estilo barroco, que se mantiene hoy en día, brinda una nueva estética que apunta a los grandes instrumentos sinfónicos. Para lograr esta síntesis, Cavailé-Coll creó y empleó nuevas técnicas de construcción de órganos.
Pierre Pincemaille fue el organista del órgano de la Basílica de Saint-Denis desde 1987 hasta enero de 2018. En junio de 2018 se nombró a Quentin Guérillot como organista titular.

## Disposición
| I. Positif 54 notas | II. Grand-Orgue 54 notas | II. Bombarde 54 notas | III. Récit expressif 54 notas                                                                                         | Pédale 30 notas (25 réelles) |
| --- | --- | --- | --- | --- |
| Bourdon 16 Montre 8 Flûte harmonique 8 Bourdon 8 Prestant 4 Flûte octaviante 4 Flûte 4 Nasard 2 2/3 Doublette 2 Flageolet 2 Tierce 1 3/5 Piccolo 1 Fourniture IV 1 1/3 Cymbale IV 2/3 Trompette 8 Cor-Hautbois 8 Cromorne 8 Clairon 4 | Montre 32 Montre 16 Bourdon 16 Montre 8 Bourdon 8 Flûte traversière 8 Dessus Flûte cônique 8 Viole 8 Prestant 4 Flûte octaviante 4 Nasard 2 2/3 Doublette 2 Grande Fourniture III 2 2/3 Petite Fourniture III 1 Grande Cymbale III 1 1/3 Petite Cymbale III 1/2 1ère Trompette 8 2ème Trompette 8 Cor anglais - Basson 8 Clairon 4 | Bourdon 16 Bourdon 8 Flûte harmonique 8 Flûte octaviante 4 Nasard 2 2/3 Doublette 2 Cornet V 8 Bombarde 16 1ère Trompette 8 2ème Trompette 8 1er Clairon 4 2ème Clairon 4 | Bourdon 8 Flûte harmonique 8 Flûte octaviante 4 Nasard 2 2/3 Octavin 2 Trompette 8 Voix humaine 8 Clairon 4 Tremblant | Flûte 32 Flûte 16 Flûte 8 Violoncelle 8 Quinte 5 1/3 Flûte 4 Tierce 3 1/5 Contrebombarde 32 Bombarde 16 Trompette 8 Basson 8 Clairon 4 |